# El chupes
El chupes es una película mexicana de drama cristiano de 1992, dirigida y escrita por Paco del Toro, y protagonizada por Rafael Inclán, María Rojo y Sergio Ramos «El Comanche».
La película se basa en la vida de José, más conocido como "Pepe", quien abusa del alcohol y esto le provoca desunión familiar y conflictos en el trabajo.

## Sinopsis
En México, José, más conocido como "Pepe", es un hombre que trabaja en las oficinas para mantener a su esposa Marta y sus tres hijos. La vida familiar parece normal hasta que Pepe comienza a involucrarse con malas amistades que lo llevan al vicio del alcohol. Esto produce violencia física en el matrimonio y mala convivencia de padre e hijos en el ámbito familiar. 
Marta se niega a vivir una vida en malas condiciones y decide ayudar a su esposo, aunque este se niega a dar buenos resultados. Los problemas comienzan a ser más serios cuándo Pepe cae en un estado de inconsciencia que lo lleva a ver alucinaciones y  hasta querer aprovecharse de su propia hija. Por su debido comportamiento, también es expulsado de su puesto en las oficinas.
Mientras el tiempo transcurre, Marta recibe ayuda de amigos y familiares cercanos para salir adelante y pone su fe principalmente en Dios. Pepe se une a un grupo de alcohólicos que se encuentran en la calle y permanece con ellos hasta que un día las cosas empeoran y el alcohol hará que sus días de vida estén contados.

## Reparto
- Rafael Inclán como José "Pepe", "El Chupes".
- María Rojo como Marta.
- Sergio Ramos "El Comanche" como Ignacio "Nacho" , amigo de Pepe.
- Celia Espinoza como Laura.
- Jorge Granados como Raúl.
- Jaime Puga como Jaime.
- Arturo Montoya como Beto.
- Susana de Montoya como Tere.
- Maria Grajales como Paty.
- Gerardo Martínez como policía.
- Marco Castillero como ciego.
- Paco del Toro como el médico.
- Fernando Vesga como Botana.
- Margarita Medina como Yolanda.

## Guion
El director Paco del Toro, quién se encargaba de dirigir películas con temáticas cristianas, se basó en la vida real de "Pepe", un hombre alcohólico que falleció en 1985. Pepe era visto frecuentemente con su amigo Rubén, pero este último decidió viajar a los Estados Unidos con su familia y vivir una vida creyendo en Dios y en la iglesia.